# Bruchgleichung
Unter einer Bruchgleichung versteht man in der (Schul-)Algebra eine Bestimmungsgleichung mit mindestens einem Bruchterm, der die Unbekannte im Nenner enthält.
Durch Multiplikation mit dem Hauptnenner kann man eine Bruchgleichung auf einen einfacheren Gleichungstyp zurückführen.

## Beispiel
{\displaystyle {\frac {2x+1}{4x^{2}-9}}-{\frac {2-x}{2x^{2}+3x}}\,=\,{\frac {1}{x}}}
Als Grundmenge wird die Menge der rationalen Zahlen vorausgesetzt, d. h., es werden rationale Zahlen gesucht, die diese Gleichung erfüllen.
Zunächst muss der Hauptnenner der drei Nenner bestimmt werden, da die Gleichung mit diesem multipliziert werden soll. Man zerlegt daher die Nenner in Faktoren:
{\displaystyle 4x^{2}-9\,=\,(2x+3)(2x-3)}   | Anwendung der binomischen Formel {\displaystyle (a+b)(a-b)\,=\,a^{2}-b^{2}}
{\displaystyle 2x^{2}+3x\,=\,x(2x+3)}   | Ausklammern
{\displaystyle {\frac {2x+1}{(2x+3)(2x-3)}}-{\frac {2-x}{x(2x+3)}}\,=\,{\frac {1}{x}}}
In dieser Form ist der maximal zulässige Definitionsbereich {\displaystyle D} der Gleichung erkennbar. Er ist gleich der Menge der rationalen Zahlen mit Ausnahme derjenigen Zahlen, für die beim Einsetzen in die Gleichung mindestens ein Nenner gleich 0 wird. Wegen des Faktors {\displaystyle x} ist die Zahl 0 „verboten“, wegen des Faktors {\displaystyle (2x+3)} die Zahl {\displaystyle -{\tfrac {3}{2}}} und wegen des Faktors {\displaystyle (2x-3)} die Zahl {\displaystyle {\tfrac {3}{2}}}.
{\displaystyle D\,=\,\mathbb {Q} \setminus \left\{0;-\,{\frac {3}{2}};{\frac {3}{2}}\right\}}
Außerdem sieht man nun, dass die Gleichung (und damit jeder Summand der Gleichung) mit dem Hauptnenner
{\displaystyle HN\,=\,x(2x+3)(2x-3)}
zu multiplizieren ist.
{\displaystyle {\frac {2x+1}{(2x+3)(2x-3)}}\cdot x(2x+3)(2x-3)-{\frac {2-x}{x(2x+3)}}\cdot x(2x+3)(2x-3)\,=\,{\frac {1}{x}}\cdot x(2x+3)(2x-3)}
Hinter dieser Multiplikation steckt die Absicht, in den Zählern und Nennern der Bruchterme die gemeinsamen Faktoren herauszukürzen und so die Bruchterme zu beseitigen.
{\displaystyle (2x+1)\cdot x-(2-x)\cdot (2x-3)\,=\,1\cdot (2x+3)(2x-3)}
Diese Gleichung lässt sich nunmehr durch Ausmultiplizieren und Zusammenfassen gleichartiger Terme weiter vereinfachen:
{\displaystyle (2x^{2}+x)-(4x-6-2x^{2}+3x)\,=\,4x^{2}-9}
{\displaystyle 2x^{2}+x-4x+6+2x^{2}-3x\,=\,4x^{2}-9}
{\displaystyle 4x^{2}-6x+6\,=\,4x^{2}-9}
Die quadratischen Summanden {\displaystyle 4x^{2}} fallen heraus, wenn man sie von beiden Seiten der Gleichung subtrahiert.
{\displaystyle -6x+6\,=\,-9}
Beidseitige Subtraktion der Zahl 6 führt zu:
{\displaystyle -6x\,=\,-15}.
Anschließende beidseitige Division durch −6 ergibt die Lösung.
{\displaystyle x\,=\,{\frac {-15}{-6}}\,=\,{\frac {5}{2}}}.
An dieser Stelle muss sicherheitshalber noch überprüft werden, ob die berechnete Zahl Element des Definitionsbereichs (siehe oben) ist. Dies trifft zu, und man erhält als Lösungsmenge:
{\displaystyle L\,=\,\left\{{\frac {5}{2}}\right\}}